# Емма Чепмен
Емма Олівія Чепмен (англ. Emma Olivia Chapman; уроджена Вудфілд)  — британська фізикиня та стипендіатка дослідницької програми імені Дороті Годжкін Королівського товариства в Імперському коледжі Лондона. Її дослідження вивчає епоху реіонізації. Вона виграла премію Королівського товариства «Афіна» 2018 року. У листопаді 2020 року Чепмен опублікувала свою першу книжку «Перше світло: Зорі на світанку часів».

## Дитинство та освіта
Чепмен здобула ступінь магістра фізики (MPhys) з відзнакою першого класу в Університеті Дарема 2010 року. Захистила докторську дисертацію на тему «Світло в пітьмі: про усунення переднього фону в Темні та Сірі віки» в Університетському коледжі Лондона. Вона здобула премію за найкращу дипломну роботу від кафедри фізики та астрономії Університетського коледжу Лондона імені Кріса Скіннера. Чепмен почала перейматися культурою здобуття наукового ступеня PhD та тим, як вона впливає на жінок.

## Дослідження та кар'єра
Після здобуття докторського ступеня Чепмен залишилася в Університетському коледжі Лондона дослідницею-постдокторанткою за фінансування програми Square Kilometer Array. 2013 року Чепмен здобула дослідницьку стипендію Королівського астрономічного товариства. 2014 року здобула нагороду Інституту фізики як фізикиня року на початку кар'єри. 2018 року Королівське товариство нагородило Чепмен стипендією Дороті Годжкін.
Її дослідження вивчає епоху реіонізації, час у Всесвіті, коли зірки почали випромінювати світло. Чепмен працює з телескопом низькочастотної антенної решітки (LOFAR).
2017 року Чепмен високо відзначили на церемонії вручення премії L'Oréal-UNESCO «За жінок у науці». Вона була запрошеною доповідачкою на Челтнемському науковому фестивалі. Вона розповіла про першу еру зірок на New Scientist Live 2018 року.
Чепмен успішно подала позов проти Університетського коледжу Лондона за сексуальні домагання через юридичну фірму Енн Оліваріус. Вона врегулювала справу за 70 000 фунтів стерлінгів, а потім проводила кампанію проти використання заборонних наказів або «угод про нерозголошення інформації». В результаті її кампанії Університетський коледж Лондона відмовився від угод про нерозголошення інформації.

### Група 1752 року
Вона говорила про упередженість у науці в Королівському інституті, Wellcome Collection та на BBC. Чепмен є членкинею «Групи 1752», лобістської групи, яка виступає за припинення сексуальних домагань щодо викладачів та студентів в академічних колах. Вона була основною доповідачкою на цю тему на Міжнародній конференції Міжнародного союзу чистої та прикладної фізики (IUPAP) для жінок у фізиці. Співпрацювала з Національною спілкою студентів (NUS) для проведення опитування щодо сексуальних домагань між викладачами та студентами. Вони виявили, що у вищій освіті широко поширені неправомірні дії, і що установи не надають належної підтримки жертвам.

### Публікації
Чепмен є авторкою однієї книги:
- Перше світло: Зорі на світанку часів /First Light: Switching on Stars at the Dawn of Time. Bloomsbury Sigma. 2020. ISBN 978-1472962928. OCLC 1139379900.

### Нагороди та почесні звання
2018 року Чепмен нагороджено премією Королівського товариства «Афіна» за свою роботу з припинення сексуальних домагань та цькування щодо викладачів та студентів в академічних колах.

## Особисте життя
Чепмен народила першу дитину на останньому році навчання у докторантурі. У неї двоє дітей.

## Переклад українською
2024 року у видавництві «Бородатий Тамарин» вийшов український переклад книжки «Перше світло: Зорі на світанку часів». Перекладач — Борис Превір. 

## Зовнішні посилання
- Офіційний сайт